# 原核生物标准命名列表
原核生物标准命名列表（英語：List of Prokaryotic names with Standing in Nomenclature，缩写LPSN）是一个与原核生物命名、分类学相关的在线数据库，该数据库遵循国际原核生物命名法规的相关要求和规定。1997年至2013年6月，该数据库的运营负责人是让·保罗·尤泽比；2013年7月到2020年1月，其运营负责人为艾丹·帕尔特。